# Trochocarpa arfakensis
Trochocarpa arfakensis är en ljungväxtart som först beskrevs av Kanehira och Amp;.Hatudima, och fick sitt nu gällande namn av Herman Otto Sleumer. Trochocarpa arfakensis ingår i släktet Trochocarpa och familjen ljungväxter. Inga underarter finns listade i Catalogue of Life.